# Pulerejo (Bakung)
Pulerejo is een bestuurslaag in het regentschap Blitar van de provincie Oost-Java, Indonesië. Pulerejo telt 2902 inwoners (volkstelling 2010).